# Лукино Висконти
 Тази статия е за италианския режисьор.  За италианския аристократ вижте Лукино Висконти (Милано).  
Лукино Висконти (на италиански: Luchino Visconti) е италиански филмов, театрален и оперен режисьор и сценарист.
Произхождащ от знатен благороднически род и самият той носещ титлата граф, Висконти твори в периода на „златните години“ на европейското кино през 50-те и 60-те години на XX век, работейки с едни от най-големите европейски звезди, сред които София Лорен, Марчело Мастрояни, Ален Делон, Клаудия Кардинале и други. Името му остава в историята на световната кинематография като един от инициаторите на направлението Италиански неореализъм, както и с класически произведения от следващите му творчески периоди, като Роко и неговите братя (1960), Гепардът (1963), който е удостоен с награда „Златна палма“ на Фестивала в Кан и Смърт във Венеция (1971), получил специален приз отново на Фестивала в Кан. През своята кариера Висконти получава номинации за наградите Оскар и БАФТА.

## Личен живот
Роден е като Лукино Висконти ди Модроне на 2 ноември 1906 година в Милано, Италия. Той е едно от седем деца на заможно семейство с аристократичен произход. Баща му Джузепе Висконти ди Модроне е херцог на Грацано.
Още в ранните си години Лукино е в досег с изкуствата, музиката и театъра. Той се среща с прославения композитор Джакомо Пучини, както и други видни представители на италианската култура като диригента Артуро Тосканини и поета Габриеле д'Анунцио.

## Кариера
Филмовата му кариера започва като асистент режисьор на Жан Реноар за филмите му Toni (1935) и Une partie de campagne (1936). Всичко това се случва благодарение на посредничеството на общата им приятелка Коко Шанел. След това Висконти заминава за кратко време в САЩ, където посещава Холивуд. При завръщането си в Италия той отново работи като асистент на Реноар за филма La Tosca (1939), продукция, която е прекъсната поради началото на Втората световна война и завършена по-късно от германския режисьор Карл Кох.
През 1943 година, в сътрудничество с Джани Пучини, Антонио Пиетранджели и Джузепе Де Сантис, Висконти написва сценария за първия си филм като режисьор – „Натрапчивост“ (1943), първият филм в течението на Италианския неореализъм и неофициална адаптация по романа на Джеймс Кейн „Пощальонът винаги звъни два пъти“.

## Филмография

### Режисьор
| Година | Филм                             | Оригинално заглавие                  | Бележки                            |
| ------ | -------------------------------- | ------------------------------------ | ---------------------------------- |
| 1943   | Натрапчивост                     | Ossessione                           |                                    |
| 1948   | Земята трепери                   | La terra trema                       |                                    |
| 1951   | Най-красивата                    | Bellissima                           |                                    |
| 1953   | Ние жените                       | Siamo donne (Anna Magnani)           | сегмент: (Ана Маняни)              |
| 1954   | Чувство                          | Senso                                |                                    |
| 1957   | Бели нощи                        | Le Notti Bianche                     | награда „Сребърен лъв“             |
| 1960   | Роко и неговите братя            | Rocco e i suoi fratelli              | специална награда – Венеция        |
| 1962   | Бокачо '70                       | Boccaccio '70 (Il lavoro)            | сегмент: (Работата)                |
| 1963   | Гепардът                         | Il Gattopardo                        | награда „Златна палма“             |
| 1965   | Бледите звезди на Голямата мечка | Vaghe stelle dell'Orsa               | награда „Златен лъв“               |
| 1967   | Чужденецът                       | Lo straniero                         |                                    |
| 1967   | Вещиците                         | Le streghe (La strega bruciata viva) | сегмент: (Вещицата, изгорена жива) |
| 1969   | Залезът на боговете              | La caduta degli dei                  |                                    |
| 1971   | Смърт във Венеция                | Morte a Venezia                      | специална награда – Кан            |
| 1972   | Лудвиг                           | Ludwig                               |                                    |
| 1974   | Семеен портрет в интериор        | Gruppo di famiglia in un interno     |                                    |
| 1976   | Невинният                        | L'innocente                          |                                    |